# Бжезнё (гмина)
Бжезнё (пол. Brzeźnio) — сельская гмина (волость) в Польше, входит как административная единица в Серадзкий повет, Лодзинское воеводство. Население — 6377 человек (на 2004 год).

## Соседние гмины
1. Гмина Броншевице
2. Гмина Буженин
3. Гмина Серадз
4. Гмина Врублев
5. Гмина Злочев